# Зюренборг

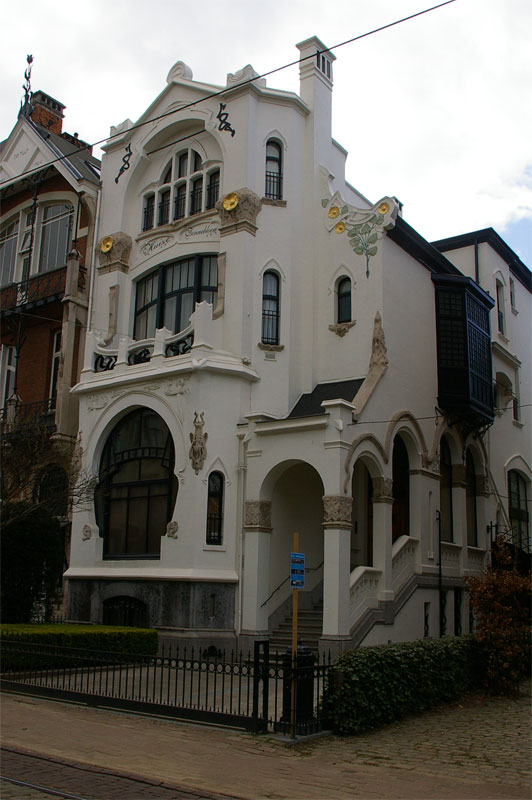
Дом «Подсолнух»; 1900 архитектора Жюля Хофмана

Зюренборг (нидерл. Zurenborg — район на юго-востоке Антверпена, в значительной степени застроенный между 1894 и 1906 годами, с высокой концентрацией домов в стиле модерн и стиле конца века.
Зюренборг уникален тем, что является одним из немногих районов города, застроенных в соответствии с городским планом в конца XIX века. Новый район хорошо отражал растущее богатство жителей Антверпена, связанное с ростом портовой и торговой деятельности. Северная - самая большая - область Зюренборга, сосредоточенная вокруг Дагераадплаатс, была в основном застроена для среднего класса, в то время как южная часть, вокруг Когельс-Осилей, в основном предназначалась для состоятельных людей. Самая восточная часть которая в настоящее время включает в себя автобусный парк компании общественного транспорта и станцию передачи электроэнергии, был больше занять промышленными и логистическими зданиями, включая газовый завод и конечную станцию региональной трамвайной системы. Энгетрим — девелоперская и строительная компания, сыграла ведущую роль в развитии Зюренборга. Раньше Зюренборг был сельскохозяйственным районом, в котором доминировали поместья, принадлежавшие семье Оси.

## Дома в Цуренборге

### Расположение
Дома в стиле модерн чередуются с неоклассическими особняками и другими эклектичными зданиями, расположенными по всему Зюренборгу, который граничит с Антверпеном и районом Берхем. Южная часть, района находится в пределах Берхема и лежит в пределах улиц Когельс-Осилей, Трансваальстраат и Ватерлоостраат, имеет наибольшее количество домов. К северу, ближе к Антверпену, большинство образцов были построены вдоль улиц, окружающих Дагераадплаатс .

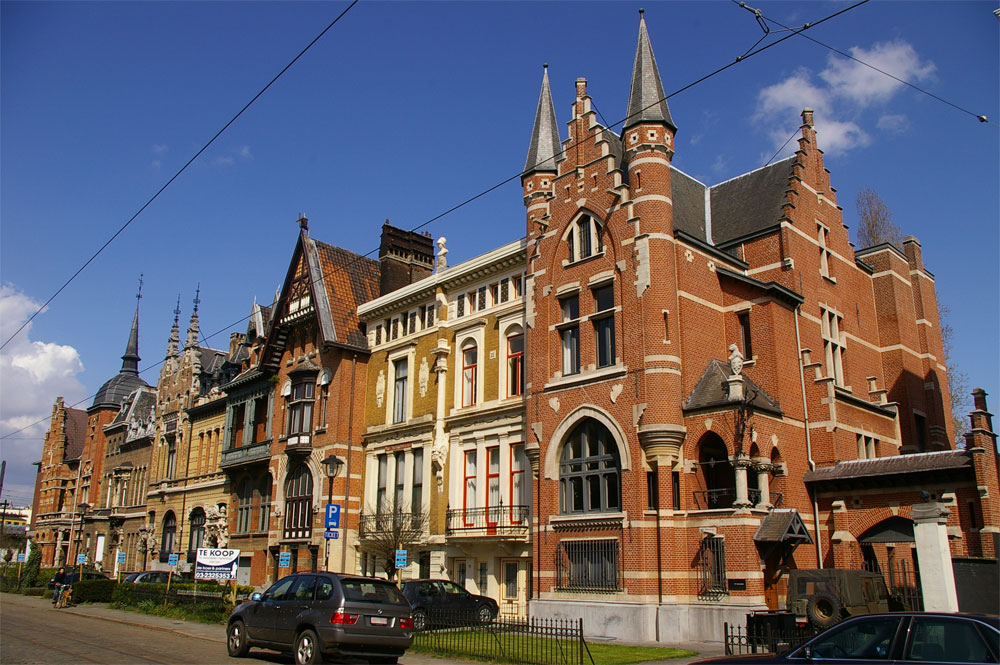
Группа домов вдоль Когельс-Осилей. Эта группа, спроектирована архитектором Джозефом Баскортом, отражает разнообразные архитектурные тенденции, характерные для Цуренборга.

### Стили
Развитие Цуренборга совпало с пиком популярности ар-нуво, и это движение оказало наибольшее влияние на облик этого района. Однако также представлены другие стили: эклектика,  готическое возрождение, неоренессанс, греческое возрождение, неоклассицизм и «стиль коттеджа», который совпал с британской тюдорбетанской архитектурой .

### Темы
Дома часто называли и украшали сопутствующими темами. Влияние органических и природных источников особенно заметно в темах и названиях домов в стиле модерн: «Подсолнух», «Роза», «Тюльпан » и т. д. Названия домов также формировались исходя из местной истории или названия улиц, на которых они располагались. Лев Фландрии расположен на Когельс-Осилей 2–4, а через дорогу целый комплекс посвящен Карлу Великому. Некоторые названия улиц относятся к войне за независимость языковой близости, англо-бурской войне в Южной Африке: Преториастраат, Трансваальстраат и Крюгерстраат. На Ватерлоо-Страат  дома напоминают об одноименной битве. Один из них, Ватерлоо-Страат 30, украшена силуэтом Наполеона в характерном для него головном уборе, а другая украшена глазурованными керамическими панелями, изображающими сцены из этой битвы. На фасаде дома №. 11, "Битва при Ватерлоо", изображены портреты Веллингтона и Наполеона, двух великих полководцев того времени. В украшениях дома присутствуют атрибуты военной тематики: штыки, флаги, дымящиеся пушки и барабаны.

### Архитектурные ансамбли домов
Группы отдельных домов формируют общую тему и предназначены для цельного восприятия, а не как отдельные единицы. Пять соседних домов, известных под общим названием De Tijd ( Время ) на Ватерлоо-Страат, составляют такой ансамбль. Каждый из них, построенный из кирпича и окрашенный в контрастные цвета, назван в честь времени суток: Ochtend (утро), Dag (день), Avond (вечер) и Nacht (ночь). Примеры другой группировки находятся на четырех углах пересечения Ватерлоо-Страат и Генерал Мерленстраат, где дома, изображающие четыре времени года и обращены друг к другу: Lente (Весна), Zomer (Лето), Herfst (Осень) и Зима .

### Архитекторы
При создании, как отдельных домов, так и связанных ансамблей трудились несколько архитекторов. Среди них был Жозеф Баскорт, спроектировавший 25 домов, Жюль Хофман и Франс Смет-Верхас.

## История после Второй мировой войны
С ростом числа владельцев автомобилей и переездом домохозяйств из высшего среднего класса в пригород статус Цуренборга, особенно улицы Когельс Осилей, как зажиточного жилого района упал. Дома считались слишком большими и потребляющими слишком много энергии. В 1960-х годах был разработан крупный план по превращению всего района в деловой и офисный район, аналогичный тому, который был построен в Северном районе около вокзала Брюсселя. Однако, было решено, что этот район не подлежит сносу.
Район стал популярным среди художников и предпринимателей. Многие дома стали памятниками архитектуры. С помощью государственных субсидий многим владельцам удалось отремонтировать свою собственность, и Зюренборг стал хорошо функционирующим городским районом. «Площадь Рассвета» в северной части Зюренборга была преобразована из соседнего торгового района в один из самых популярных обеденных районов Антверпена, а особняки в стиле модерн в Зюренборге привлекают большое количество посетителей и туристов.

## Галерея

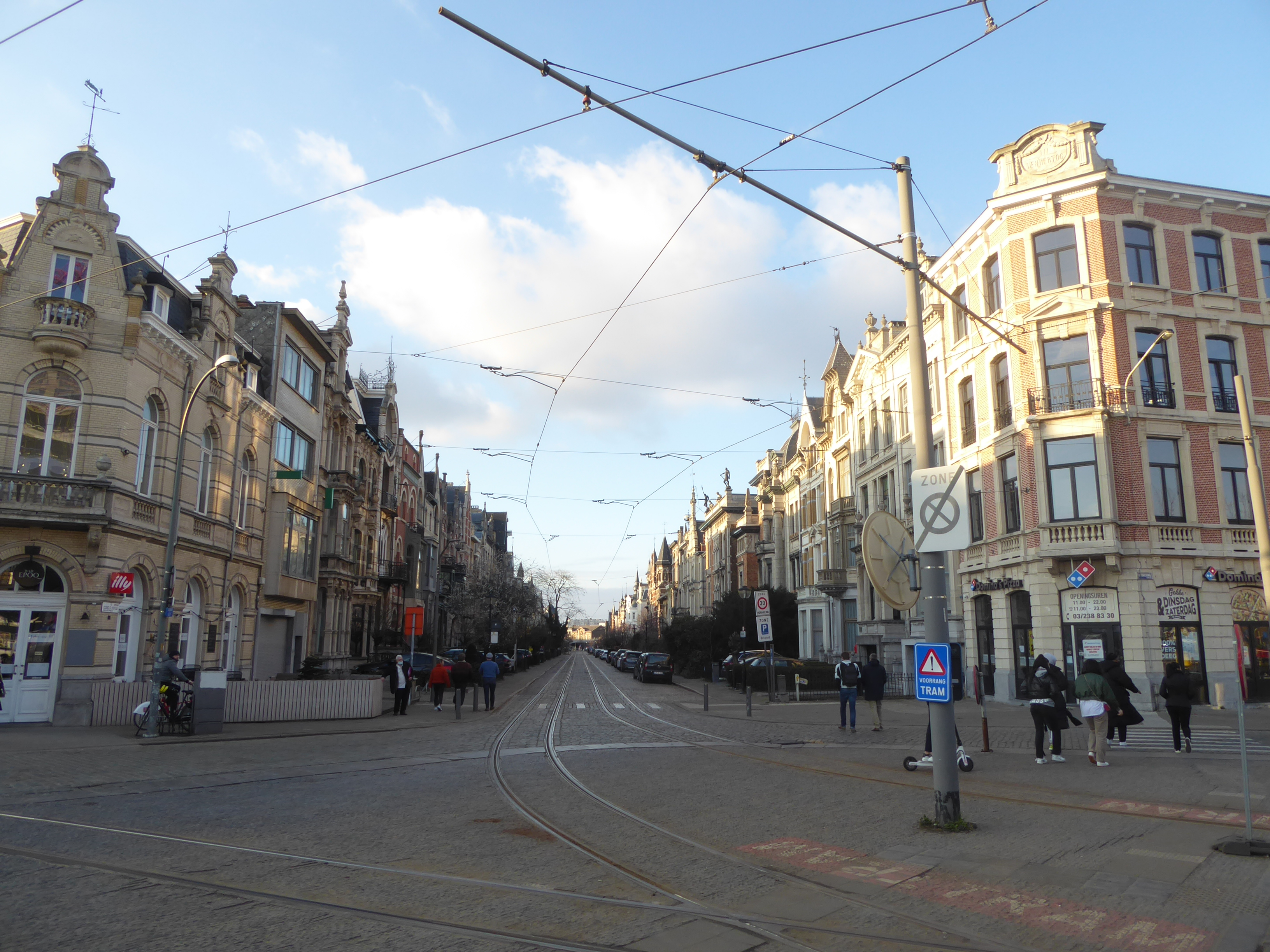
Дом для бургомистра Э. Рейккертсплейна, Когельс-Осилей, Цуренборг, Антверпен,
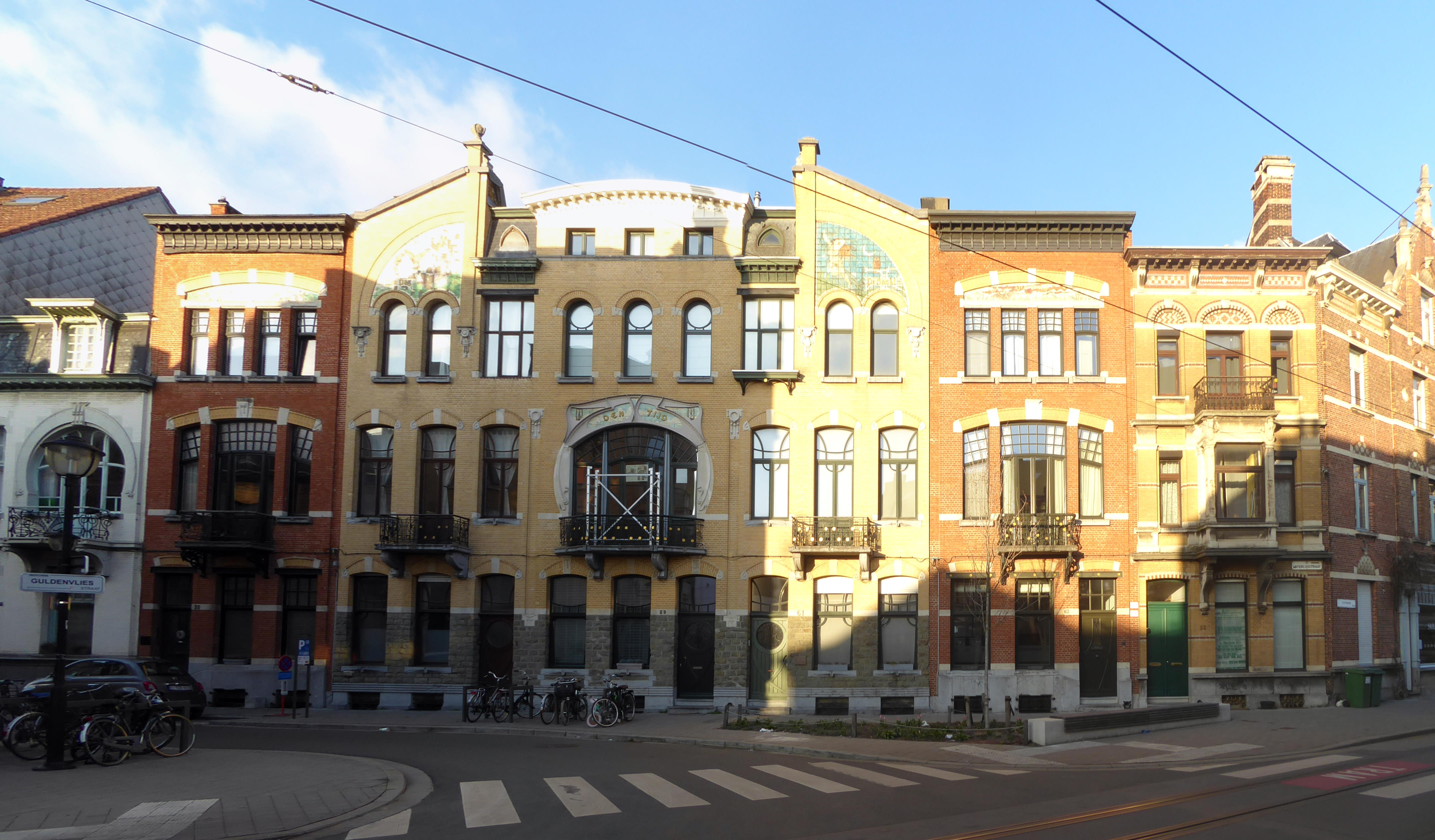
Ансамбль Моргенд, Ден-Даг, Ден-Тидж, Нахт-ан-Ден-Эйвонд, Ватерлоо-стрит 55-63, Цуренборг, Антверпен
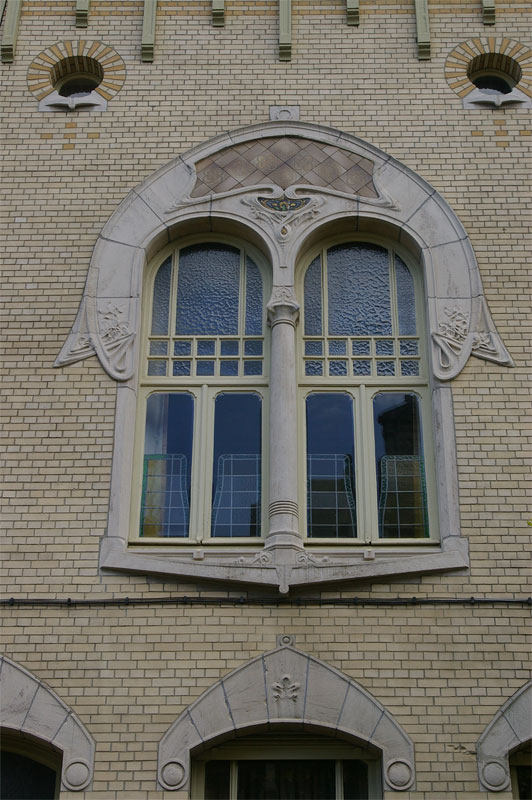
"Утренняя звезда" (деталь), Когельс-Осилей 55, Джозеф Баскур
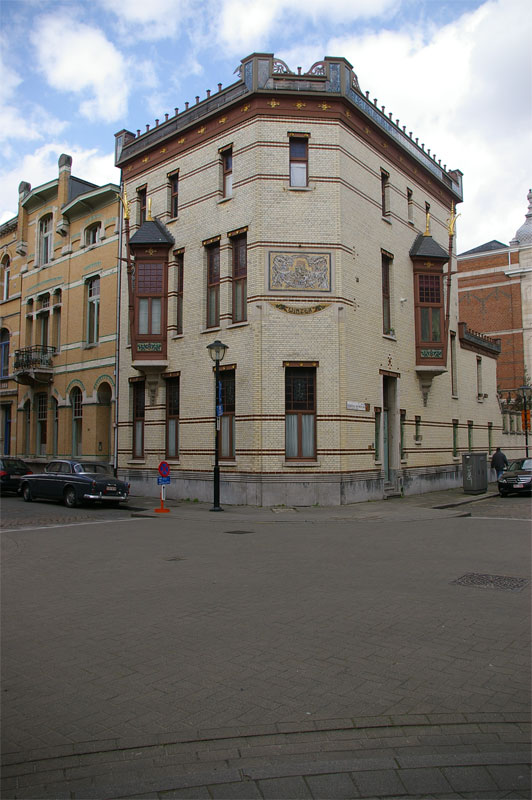
"4 сезона" ("Зима"), Генерал ван Мерленстраат, 27-30, Джозеф Баскур
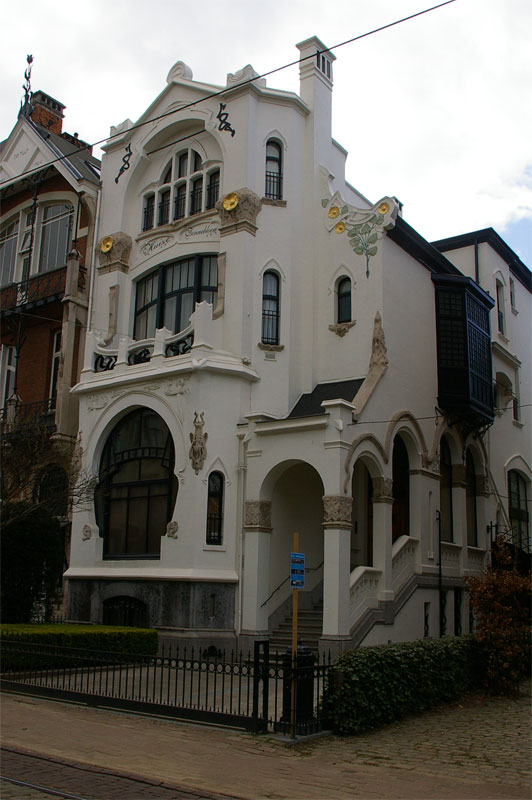
Дом "Подсолнух", Когельс-Осилеи 50, Жюль Хофман
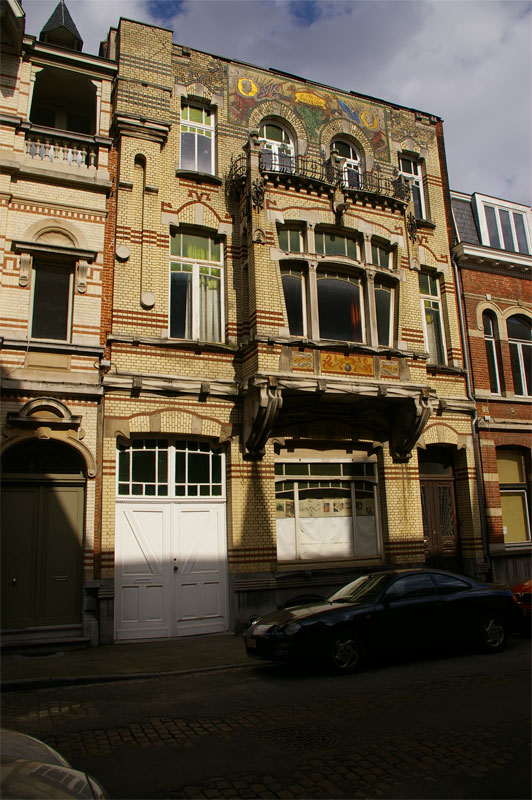
"Битва при Ватерлоо", Ватерлостраат, 11, Франс Смет-Верхас
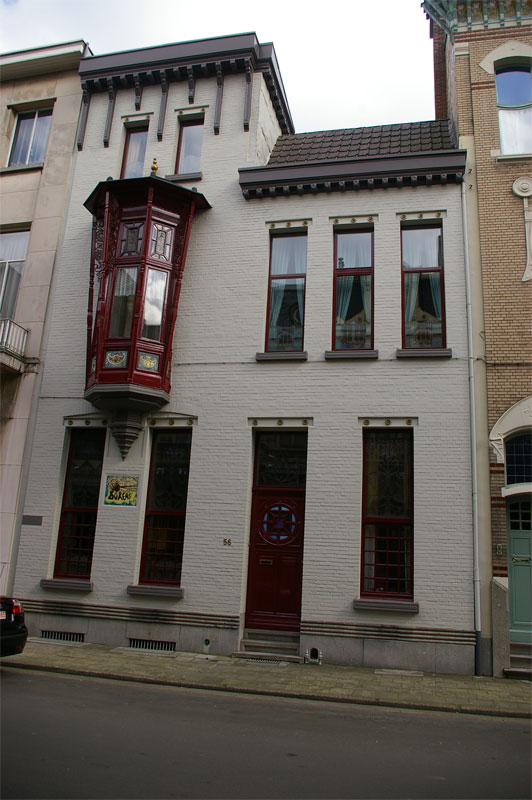
Дом "Борей", Трансваальстраат, 56, Джозеф Баскур

## Внешние ссылки
- История Цуренборга
- Антверпен : Район Зуренборг - от сельхозугодий до фантазии
- Дома Цуренборга